# مارجوری والاس
 مارجوری والاس (انگلیسی: Marjorie Wallace؛ زادهٔ ۲۳ ژانویهٔ ۱۹۵۴) یک مانکن (فرد) اهل ایالات متحده آمریکا است. او در سال ۱۹۷۳ به عنوان اولین زن از ایالات متحده، تاج ملکه زیبایی جهان (Miss World) را بر سر گذاشت، اما تنها ۱۰۴ روز بعد، مقامات این مسابقه اعلام کردند که عنوان او به دلیل داشتن یک رابطه عاشقانه از او پس گرفته می‌شود. سال‌ها بعد، او به عنوان یکی از مجریان اصلی، در راه‌اندازی برنامه تلویزیونی Entertainment Tonight نقش داشت.